# Cratere Mopsus
Mopsus è un cratere sulla superficie di Febe.